# Justus Ludwig von Olthoff
Justus Ludwig von Olthoff, född den 18 januari 1659 i Schwerin, Mecklenburg, död den 22 april 1720, var en svensk-tysk borgmästare i Stralsund, samt regeringschef och statsråd i Svenska Pommern. 

## Biografi
Justus Ludwig von Olthoff, född Olthoff, var son till Lukas Olthoff, superintendent vid det furstliga Mecklenburg-Schwerinska hovet i Schwerin. Han studerade vid Rostocks universitet, och presenterade sedan en avhandling vid Wittenbergs universitet, under Konrad Samuel Schurzfleisch år 1677.
1685 blev Justus Ludwig statssekreterare i Stralsund, därefter advokat vid de svenska domstolarna i Pommern 1686, och 1692 rådman i Stralsund, samt vice syndikus i staden. Han avlade även samma år doktorsexamen vid den juridiska fakulteten vid Greifswalds universitet, och blev ledamot vid Stralsunds konsistorium. År 1694 blev han förste syndikus.
Justus Ludwig stod som företrädare för de Pommerska ständerna vid Karl XI:s begravning år 1697, samt vid kröningen av Karl XII. År 1701 blev han vald till borgmästare i Stralsund och därefter, 1702, till lantråd i det Svenska Pommern. 1703–1709 var Justus Ludwig suppleant till matrikelkommissionen vid kartläggningen av det Svenska Pommern. Den 22 mars 1707 utsågs han till regeringsråd i Pommern och upphöjdes den 4 maj samma år i den svenska adeln, von Olthoff, nr 1752. 

## Familj
Justus Ludwig von Olthoff är stamfadern till den svenska adelsätten von Olthoff. Han var i första äktenskapet gift med Ilsabe Engelbrecht, 1681, och i andra äktenskapet med Juliane Coch, 1700. Genom sitt äktenskap med Juliane Coch adopterade Justus Ludwig hennes två barn från hennes första äktenskap med lantrådet Christian Ehrenfried Charisius, en son, Christian Ehrenfried Charisius von Olthoff och en dotter Charlotta Elisabet Charisius. Båda styvbarnen kom att upphöjas till adeln jämte sin styvfar. Juliana Cock var dotter till hovrättsrådet Christian Cock och hans andra fru Anna Elisabet Carsten samt halvsyster till Alexander och Joakim Christian Cock, adlade Cock, nr 903. Hon var även kusin till Bernhard Mikael och Gottfrid Cock, adlade von Cochenhausen i Tyskland, dock ej introducerade i det svenska riddarhuset.
Justus Ludwig fick fyra barn utöver sina styvbarn:
- Justus Ernst Ludvig, överstelöjtnant och referendarie vid hovrätten i Greifswald 1715. Därefter kanslist, registrator, arkivarie och sekreterare.
- Magnus Ludvig, underofficer vid Trautwetters regemente.
- Carl Ernst, volontär vid garnisonsregementet i Stralsund 1722.

Styvbarn:
- Christian Ehrenfried Charisius, ämbetsman, kammarherre, samt regeringsråd och överpostdirektör i Pommern.
- Charlotta Elisabet Charisius, gift 1729 med assessorn vid tribunalen i Wismar Barthold Peter von Maschkow.

Justus Ludwig hade även en halvbror, Carl Otto Olthof som var pastor i Parchim.